# 陽蹻脈病
陽蹻脈病（ようきょうみゃくびょう）とは奇経の一つである陽蹻脈の病である。

## 症状
主に身体の内側の筋肉が弛緩し外側の筋肉が拘急する、狂走、目が閉じないなどが起こるとされている。

## 治療
鍼灸においては陽蹻脈を参照。